# Élénie huppée
Elaenia cristata
Espèce
Statut de conservation UICN

 LC  : Préoccupation mineure
L'Élénie huppée (Elaenia cristata), aussi appelée Élaène huppée, est une espèce de passereau de la famille des Tyrannidae.

## Systématique
Cet oiseau est représenté par deux sous-espèces selon la classification de référence du Congrès ornithologique international (version 9.1, 2019) :
- Elaenia cristata cristata von Pelzeln, 1868 : du Venezuela et des Guyanes jusqu'au Brésil (est et Amazonie) et au nord-est de la Bolivie ;
- Elaenia cristata alticola Zimmer & Phelps, 1946 : tepuys du sud du Venezuela (sud-est de l'État de Bolívar) et zones adjacentes du nord du Brésil[1],[3],[4].